# Aeropuerto Antonio Nariño

i7
i11
i13
Der Flughafen Antonio Nariño, auch Aeropuerto Pasto-Cano genannt (spanisch Aeropuerto Antonio Nariño, IATA: PSO, ICAO: SKPS) ist ein nach dem Militärführer Antonio Nariño benannter kolumbianischer Verkehrsflughafen und der größte und wichtigste im Departamento de Nariño. Er liegt auf 1814 m ü. NHN etwa 27 Kilometer nordwestlich der Stadt Pasto in Chachagüí. Der Flughafen hat neben militärischen und zivilen Charterflügen auch Inlandsverkehr. Seit 2020 wird der Flughafen modernisiert. Das Terminal und das Vorfelds werden ausgebaut, es entsteht ein  neuer Kontrollturm und ein Gebäude für allgemeine Dienste und Feuerwehr, was es dem Flughafen ermöglicht, den Service zu optimieren und zu verbessern.

## Zwischenfälle
- Am 24. Dezember 1966 flog eine Douglas DC-3/C-47A-80-DL der kolumbianischen Avianca (Luftfahrzeugkennzeichen HK-161) in einen Gebirgshang bei Cerro Las Animas (Kolumbien), 60 Kilometer nördlich vom Zielflughafen Pasto-Cano. Die Maschine kam vom Flughafen Bogotá. Das Wrack wurde erst nach 11 Tagen gefunden, am 4. Januar 1967. Bei diesem CFIT (Controlled flight into terrain) wurden alle 29 Insassen getötet, drei Besatzungsmitglieder und 26 Passagiere.[3]

- Am 7. August 1983 setzte eine Hawker Siddeley HS 748-260 der kolumbianischen SATENA (FAC-1104) bei der Landung auf dem Flughafen Pasto-Cano spät auf und kam bei Aquaplaning von der Landebahn ab. Das Flugzeug wurde irreparabel beschädigt. Alle 21 Insassen, fünf Besatzungsmitglieder und 16 Passagiere, überlebten den Unfall.[4]